# Église d'Ypäjä
L’église d'Ypäjä (finnois : Ypäjän kirkko) est une église luthérienne située à Ypäjä en Finlande.

## Description
L'édifice offre 800 sièges, elle mesure 28,4 mètres de long et 17,4 mètres de large.
La nef a une hauteur de 7,2 mètres.
Le clocher a 23,5 mètres de hauteur.